# Evžen Veselý
Evžen Veselý (Prostějov, 4 febbraio 1907 – 10 settembre 1947) è stato un calciatore cecoslovacco, di ruolo attaccante.

## Carriera
Fece parte dello Sparta Praga che vinse la Coppa dell'Europa Centrale 1927, prima edizione del torneo, e pur essendo solitamente una riserva ricoprì un ruolo decisivo nei quarti di finale contro l'Admira Vienna, nella partita vinta per 5-1 dai suoi, e mise a segno un'altra doppietta nella gara di ritorno, mentre lo Sparta era in svantaggio per 1-5: le sue reti garantirono così allo Sparta la qualificazione al turno successivo. Fu poi titolare anche nelle due semifinali contro l'Magyar Testgyakorlók Köre Budapest Futball Club di Budapest, mentre nella doppia finale contro il Rapid Vienna perse il posto in favore di Josef Miclík.
Il 28 ottobre 1928 giocò una partita con la Nazionale dilettanti contro la Polonia, venendo tuttavia sostituito da Jaroslav Moták dopo soltanto 22 minuti.
In seguito si trasferì allo Slavia Praga, ma rimase anche lì una riserva.
Nel 1933-1934 è allo SK Židenice (l'odierno FC Brno), ma anche lì gioca molto poco.
Militò inoltre nel Prostejov.

## Palmarès

### Club
- Coppa dell'Europa Centrale: 1

Sparta Praga: 1927